# Peter Shumlin
Peter Shumlin (ur. 24 marca 1956 w Brattleboro) – amerykański polityk, członek Partii Demokratycznej. Od 6 stycznia 2011 zajmuje stanowisko gubernatora stanu Vermont. 

## Życiorys
Jest absolwentem studiów pedagogicznych na Wesleyan University. Karierę polityczną rozpoczynał w samorządzie lokalnym, a dokładniej we władzach miasta Putney. Zajmował się tam m.in. problematyką wyrównywania szans edukacyjnych dla dzieci z opóźnieniami rozwojowymi i dysfunkcjami. Kiedy w 1990 w stanowej Izbie Reprezentantów w trakcie kadencji z urzędu odszedł parlamentarzysta reprezentujący Putney, ówczesna gubernator stanu Madeleine Kunin wskazała Shumlina jako osobę, która miała dokończyć za niego kadencję w Izbie. W 1992 został wybrany do Senatu stanowego, a zaraz potem stanął na czele frakcji Demokratów w tym gremium, z tytułem lidera mniejszości. Po kolejnych wyborach w 1994, w których Demokraci odnieśli zwycięstwo, został przewodniczącym pro tempore Senatu Vermont. Zajmował to stanowisko do 2002 roku, kiedy to zrezygnował w zasiadania w parlamencie stanowym, aby skupić się na ostatecznie nieudanej kampanii na urząd wicegubernatora stanu. 
Lata 2003-2006 spędził w biznesie w branży edukacyjnej i nieruchomości, po czym zdołał odzyskać mandat senacki, a także stanowisko przewodniczącego pro tempore. W sierpniu 2010 po wygranych prawyborach otrzymał nominację Partii Demokratycznej w wyborach gubernatorskich, które odbyły się w listopadzie tego samego roku. Pokonał w nich ówczesnego wicegubernatora Briana Dubie z Partii Republikańskiej. 6 stycznia 2011 został zaprzysiężony na osiemdziesiątego pierwszego w historii gubernatora Vermont. 

### Życie prywatne
Shumlin jest żonaty z Deborą, z którą ma dwie córki. 